# 화소 밀도

200x200 화소를 나타낸 그림.

화소 밀도(畵素密度) 또는 픽셀 밀도 또는 픽셀 퍼 인치(pixels per inch, PPI)는 다양한 환경에 쓰이는 장치 해상도의 측정 단위이다. 일반적으로 컴퓨터 디스플레이, 이미지 스캐너, 디지털 카메라 고체 촬상 소자에 쓰인다.
PPI는 특정 공간 내에 인쇄되는 그림의 해상도를 화소 단위로 설명할 수 있다. 참고로, 이 단위는 제곱 인치가 아니다. 이를테면 1제곱 인치에 인쇄되는 100×100 화소의 그림은 100 PPI의 해상도를 지닌다고 할 수 있다. 이러한 방식에 따라 그림을 인쇄하는 데 측정하는 경우 유용하게 사용할 수 있다. 좋은 품질의 사진들은 일반적으로 인쇄시 인치 당 300 화소를 요구한다.

## 모니터 PPI의 계산
이론적으로 PPI는 다음과 같은 두 단계로 계산할 수 있다:
1. 피타고라스의 정리를 이용하여 화소 내 대각선 해상도를 구한다.
{\displaystyle d_{p}={\sqrt {w_{p}^{2}+h_{p}^{2}}}}
2. PPI를 계산한다.
{\displaystyle PPI={\frac {d_{p}}{d_{i}}}}
여기서
- {\displaystyle d_{p}}는 화소의 숫자로 표시된 대각선 해상도이다.
- {\displaystyle w_{p}}는 화소의 숫자로 표시된 가로 해상도이다.
- {\displaystyle h_{p}}는 화소의 숫자로 표시된 세로 해상도이다.
- {\displaystyle d_{i}}는 인치로 표시된 대각선 길이이다. (이것이 화면 크기로 광고되는 수치이다.)

참고로, 이러한 계산은 늘 정확한 결과를 나타내지는 않는다. X인치 화면으로 광고되는 화면들은 저만의 각기 다른 실제 물리적 범위의 가시 영역을 지닐 수 있다. 이를테면 다음과 같다:
- HP LP2065 20 인치 (50.8 cm) 모니터 — 20.1 인치 (51 cm) 가시 영역[1]

## 같이 보기
- 도트 퍼 인치